# Real Girl
Real Girl es el título del álbum-debut de la excomponente del grupo inglés Sugababes, Mutya Buena.

## El disco
Real Girl es el primer disco en solitario de Mutya Buena, que será publicado el 4 de junio de 2007 en el Reino Unido e Irlanda.
Después de dejar Sugababes, Mutya firmó un contrato con Universal Records UK, concretamente en la subsidiaria 4th & Broadway Records.
El álbum incluye colaboraciones muy importantes, con los que Mutya ha estado trabajando recientemente. Uno de los nombres es el dúo-dance Groove Armada, George Michael y la ganadora de un Brit Amy Winehouse, quién canta a dúo con Mutya el tema de The Tonettes "Be My Baby".
Una entrevista con Cosmopolitan reveló que el primer sencillo que saldrá a la venta es "Real Girl" (que contiene la música del tema de Lenny Kravitz "It Ain't Over 'Til It's Over"), que fue publicado de manera digital el 14 de mayo de 2007, y físicamente el 28 de mayo en todo el mundo. El sencillo fue producido por Full Phatt, una productora de música establecida en Londres. El sencillo consiguió llegar al #2 en las Listas de Ventas de sencillos del Reino Unido, y consiguió ser un Top 40 Mundial.
El segundo sencillo del disco fue "Song 4 Mutya (Out Of Control)", un tema a dúo con el grupo Groove Armada. El sencillo debutó en el #8 del UK Top 75 Singles, y tuvo un éxito moderado en el resto de Europa y Australia. El tercer sencillo publicado fue "Just a little Bit", y debido a la poca promoción recibida por parte de los medios de comunicación, el sencillo fue todo un fracaso en las listas, debutando fuera del Top 50 Singles en el Reino Unido.
El cuarto y último sencillo, "B Boy Baby", junto con la colaboración de la artista de R&B/Soul Amy Winehouse, será publicado el 31 de diciembre de 2007 en el Reino Unido. En el videoclip del tema, Amy no aparece, sólo su voz.

## Canciones
| #   | Título | Tiempo |
| --- | --- | ------ |
| 1.  | "Just A Little Bit" Writers: E. White, P. Sheyne                                                           | 3:17   |
| 2.  | "Real Girl" Writers: L. Kravitz, N. Scarlett, M. Ward, D. Gillard                                          | 3:29   |
| 3.  | "Song 4 Mutya (Out Of Control)" (With Groove Armada) Writers: Groove Armada, K. Poole, M. Buena, T. Hutton | 3:30   |
| 4.  | "Breakdown Motel" Writers: C. Dodds, J. Dollar                                                             | 4:20   |
| 5.  | "Strung Out" Writers: P. Kirtley, T. Hawes, O. Mhondera, M. Buena, A. Berrabah                             | 4:20   |
| 6.  | "It's Not Easy" Writers: M. Buena, F. Howard, S. Frank, P. Simm                                            | 4:32   |
| 7.  | "Suffer For Love" Writers: A. Tennant, G. Lally, M. Buena, L. Simon, L. Brownlee, G. Redmond               | 3:27   |
| 8.  | "Not Your Baby" Writers: M. Buena, M. Ward, D. Gillard                                                     | 3:29   |
| 9.  | "Wonderful" Writers: J. Thompson, G. Roudette-Muschamp                                                     | 3:07   |
| 10. | "B Boy Baby" Background vocals: Amy Winehouse Writers: P. Spector, E. Greenwich, J. Barry, A. Hunte        | 3:53   |
| 11. | "This Is Not Real Love" (With George Michael) Writers: G. Michael, J. Jackman, R. Cushnan                  | 5:58   |
| 12. | "Paperbag" UK & Aus Bonus Track Writers: J. Douglas, N. Woodward, M. Buena                                 | 4:18   |
| 13. | "My Song" Writers: J. Thompson, G. Roudette-Muschamp, W. Wilkins                                           | 3:36   |

## Sencillos
- This Is Not Real Love con George Michael (2006) - #15 UK
- Real Girl (2007) - #2 UK
- Song 4 Mutya (Out Of Control) con Groove Armada (2007) - #8 UK
- Just A Little Bit (2007) - #65 UK
- B Boy Baby con Amy Winehouse (2007) - #96 UK (Midweeks)

## Posicionamiento
| País        | Fecha               | Posición | Copias vendidas | Certificación |
| ----------- | ------------------- | -------- | --------------- | ------------- |
| Reino Unido | 10 de junio de 2007 | #10      | 63,000+         | Silver        |
| Irlanda     | 8 de junio de 2007  | #51      | 15,000+         |               |
| Polonia     | 5 de julio de 2007  | #51      | 10,000+         |               |
| Holanda     | 5 de julio de 2007  | #71      | 10,000+         |               |
| Suiza       | 5 de julio de 2007  | #66      | 15,000+         |               |
| Australia   | 10 de julio de 2007 | #11      |                 |               |
| Jordania    | Agosto de 2007      | #10      | 10,000+         | Silver        |
|             | Total Mundial       |          | 150,000+        |               |